# NGC 587
NGC 587 ist eine Balken-Spiralgalaxie vom Hubble-Typ SAB(s)b im Sternbild Dreieck am Nordsternhimmel. Sie ist schätzungsweise 209 Millionen Lichtjahre von der Milchstraße entfernt und hat einen Durchmesser von etwa 130.000 Lj.

Im selben Himmelsareal befindet sich u. a. die Galaxie NGC 591.
Das Objekt wurde am 27. August 1862 von dem deutsch-dänischen Astronomen Heinrich Louis d’Arrest entdeckt.